# Бёртон, Джеймс Гордон
Джеймс Гордон Бёртон (англ. James Gordon Burton; род. 3 мая 1937, Нормал, Иллинойс, США) — подполковник ВВС США, пытавшийся организовать движение против коррупции при создании и закупке вооружения Пентагоном, и ставший причиной разбирательства конгресса США по испытаниям боевой машины Брэдли. Впоследствии Бёртон написал об этом книгу «Войны Пентагона: реформаторы бросают вызов старой гвардии».

## Биография
Джеймс родился в конце Великой депрессии в сельском округе Мак-Лейн, штат Иллинойс. Окончил Академию ВВС США в 1959 году. Проявлял лидерство, на последнем курсе его дважды избирали командиром группы. Играл в бейсбол на позиции аутфилдера. Был одним из четырех выдающихся членов класса, выбранных для встречи с президентом Дуайтом Эйзенхауэром в Белом доме. Бёртон лишился возможности летать по состоянию здоровья - была выявлена язва желудка с кровотечением. После долгого лечения, он сменил деятельность на сферу закупок оружия, в Управление планов развития в Пентагоне, где быстро продвигался по карьерной лестнице.
Работая в канцелярии министра обороны в подчинении у директора по эксплуатационным испытаниям и оценке, Бёртон был ответственным за принятие испытаний военной техники, в том числе боевой машины Брэдли. Он выступал за проведение испытаний максимально приближенных к реальности: с боевыми стрельбами по машине с полным боекомплектом и заправленной дизелем, с чем согласились армия и ВВС, установив совместную программу испытаний в 1984 г. Однако перед испытаниями боеприпасы заменили на канистру с водой (5 галлонов). Тем не менее, активность Бёртона привела к тому, что Конгресс США санкционировал испытания по условиям Бёртона, в результате которых боевая машина была переработана
Джеймс Бёртон ушёл в отставку в 1986 году. Впоследствии он часто заявлял, что военная техника закупается Пентагоном по завышенным ценам, а её качество (боевая эффективность) оставляет желать лучшего, что было связано с «...коррупцией, некомпетентностью и чрезмерными амбициями...». Хотя сенатор Дэвид Прайор и представитель Мел Левин заявили, что отчёт Бёртона «неполный и вводит в заблуждение».
В 1993 году в свет вышла книга, написанная Бёртоном, где описываются эти события: «Войны Пентагона: реформаторы бросают вызов старой гвардии» (The Pentagon Wars: Reformers Challenge the Old Guard). В 1998 году HBO снял по книге комедию Войны Пентагона, где роль Джеймса сыграл Кэри Элвес.